# Hu
Hu er en lille jætte, der bor hos Udgårdsloke i den nordiske mytologi. Hu er en personificering af Udgårdslokes tanker, og da Tjalfe og Hu løber om kap i et væddemål vinder Hu stort, da han bevæger sig hurtigere end øjet kan blinke.